# 1548 в Україні

## Події
- Похід козаків під рукою Байди Вишневецького здійснив набіг на землі Очаківського замку, котрий перебував під владою Високої Порти[1]

## Особи

### Померли
- 1 квітня — Сигізмунд I, король польський і великий князь Литовський (з 1506 р.) з династії Ягеллонів. Період його правління вважається «золотим віком» Польщі (нар. 1 січня 1467).
- Єжи Крупський — український[2] шляхтич Королівства Польського, дипломат, воєначальник, урядник, християнський релігійний діяч. Власник нерухомості й великих за обсягом земель (латифундій) у Червоній Русі, нащадок маєтків Крупе й Орхово[3]. Сенатор[4] (магнат), каштелян м. Белз 1509 р., каштелян м. Львова у 1515 р., белзький воєвода в 1533 р. (нар.. 1472).

## Засновані, створені
- місто Рені — місто у південній Бессарабії, в Ізмаїльському районі Одеської області. Розташоване на лівому березі Дунаю за 3 км від гирла Пруту
- Тернопіль отримав німецьке торгове право. Того ж року збудовано Тернопільський став.
- Стара Вижівка (XIX ст. — Вижба; до 1946 р. — Стара Вижва) отримала магдебурзьке право. Нині — селище міського типу на південному-заході Полісся, над річкою Вижівка (притока Прип'яті), районний центр Волинської області.

## Пам'ятні дати та ювілеї
- 650 років з часу (898 рік):
  - Облоги Києва — нападу кочівників-угорців на чолі з ханом Алмошем на Київ в ході їх кочування на захід і попередній завоюванню батьківщини на Дунаї (з центром в Паннонії)[5].
  - першої писемної згадки про місто Галич[6][7][8] — колишньої столиці Галицько-Волинського князівства, наймогутнішої твердині на південно-західних давньоруських землях, а нині — центру Галицької міської громади Івано-Франківської області.
- 475 років з часу (1073 рік):

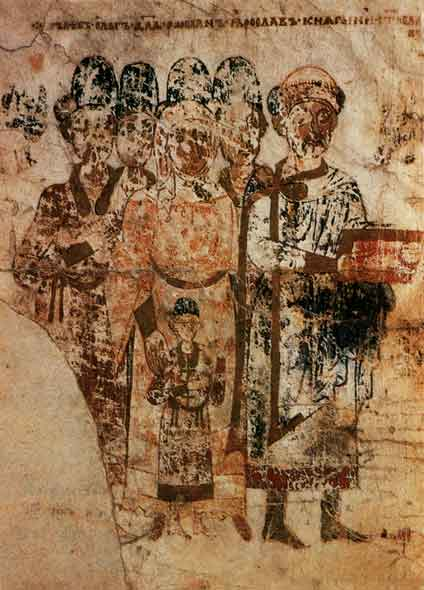
Зображення Святослава Ярославича в «Ізборнику» 1073 року

- - розпаду триумвірату в результаті захоплення великокняжого престолу Святославом Ярославичем (до 1076 року) за допомогою брата Всеволода[9].
  - укладення енциклопедичного збірника Ізборник Святослава[9].
- 375 років з часу (1173 рік):
  - другого походу великого князя володимирського Андрія Боголюбського на Київщину[10] та його розгромлення під Вишгородом українцями під командуванням Мстислава Ростиславича та луцького князя Ярослава Ізяславича, який після перемоги став великим київським князем[11].

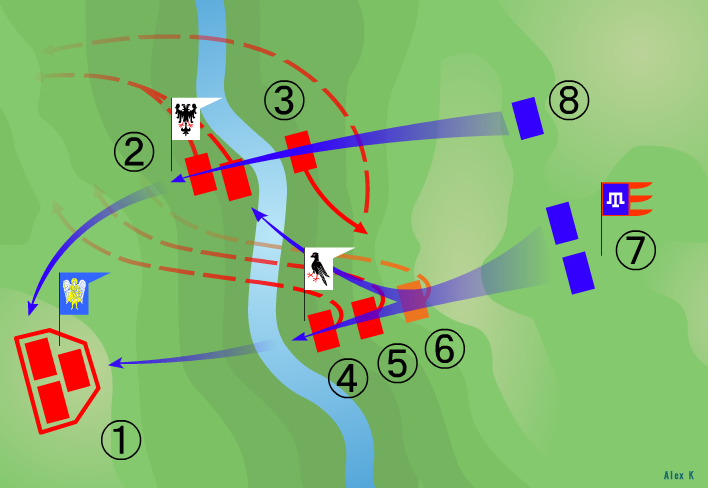
Уявний план битви на Калці за Іпатіївським літописом(31 травня 1223 року):1) Кияни Мстислава Романовича; 2) Чернігівці Мстислава Святославича; 3) Курчани Олега Святославича; 4) Галичани Мстислава Удатного; 5) Волинці Данила Романовича; 6) Половці Яруна; 7) Монголи Субедея і Джебе; 8) Бродники Плоскині.

- 325 років з часу (1223 рік):

- - 31 травня — битви на річці Калка, коли монгольські війська під командуванням полководців Чингізхана Субедея Баатура і Джебе-нойона перемогли спільні війська руських князів, під керівництвом Мстислава Романовича Київського, Мстислава Мстиславича Галицького, Мстислава Святославича Чернігівського та половецького хана Котяна Сутоєвича[13].
- 225 років з часу (1323 рік):
  - Ліквідації Переяславського князівства.
- 200 років з часу (1348 рік):
  - вторгнення військ польського короля Казимира III на Галичину та Волинь.
- 150 років з часу (1398 рік):
  - проголошення Вітовта самостійним правителем Великого князівства Литовського, Руського та Жемайтійського.
- 100 років з часу (1448 рік):
  - 15 грудня — самовільне відокремлення Російської Православної Церкви від Київської Митрополії Константинопольського Патріархату та проголошення єпископа Рязанського Іони «Митрополитом Київським» самостійно, без дозволу Вселенського Патріархату[14].
- 50 років з часу (1498 рік):
  - князю Костянтину Острозькому вручено гетьманську булаву Великого князівства Литовського[15][16].

### Видатних особистостей

#### Народження
- 525 років з часу (1023 рік):
  - народження Анастасії Ярославни, королеви Угорщини (1046—1061 рр.) з династії Рюриковичів, дружини короля Андраша I; наймолодша дочка Ярослава Мудрого та Інгігерди, сестри королеви Франції Анни Ярославни та королеви Норвегії Єлизавети Ярославни (пом. 1074).
- 125 років з часу (1423 рік):
  - народження Ма́ртина Ґа́штовта[17][18] / 1505) — київського воєводу, який 1471 року поклав кінець існуванню удільного Київського князівства.
- 25 років з часу (1523 рік):
  - народження Григорія Самборчика (або Григорія з Самбора) — українського (руського) вченого, поета епохи Відродження, гуманіста (пом.. 26 лютого 1573).

#### Смерті

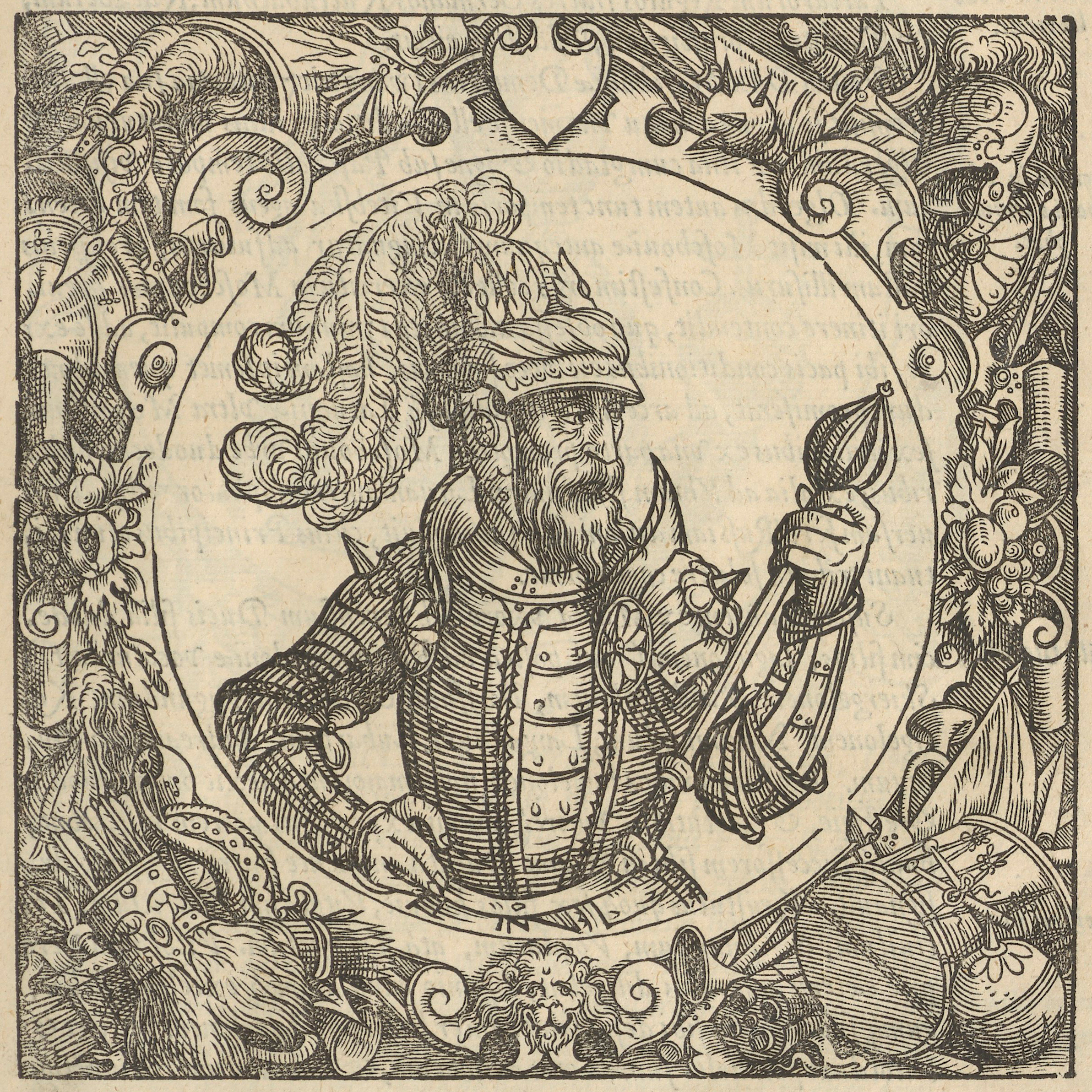
уявний портрет Ольгерда Гедиміновича 1578 року

- 475 років з часу (1073 рік):

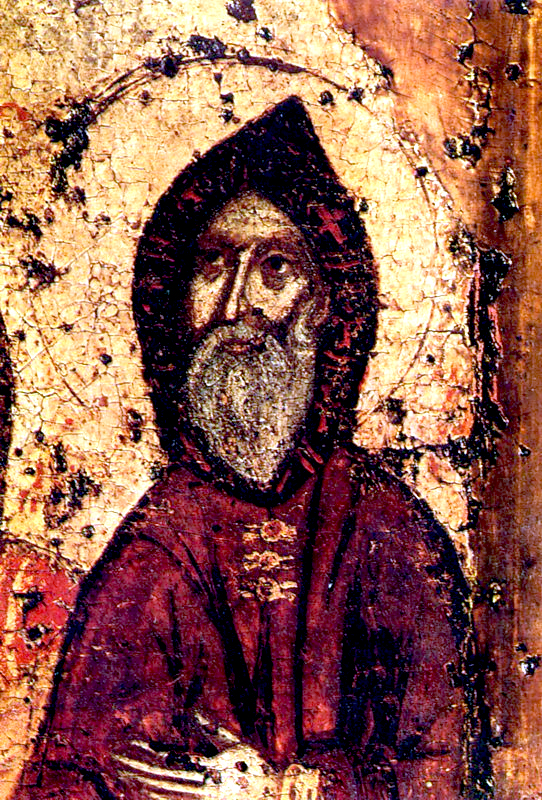
Фрагмент Свенської ікони Божої Матері

- - смерті Антонія Печерського, церковного діяча Русі-України, одного із засновників Києво-Печерського монастиря і будівничог Свято-Успенського собору (нар. 983)[19][20];
- 450 років з часу (1098 рік):
  - смерті Єфре́ма II Переясла́вського — церковного діяча, святого XI–XII століть, митрополита Київського.
- 350 років з часу (1198 рік):
  - смерті Ники́фора ІІ — митрополита Київського та всієї України (1182—1198)[21]
- 325 років з часу (1223 рік):
  - 2 червня — смерті Мстисла́ва Рома́новича (Мстисла́ва Старого) — Великого князя Київського (1212—1223) (нар.. 1156).
- 200 років з часу (1323 рік):
  - смерті Андрі́я Ю́рійовича та Лева II Ю́рійовича[22]) — галицьких князів із династії Романовичів, співправителів Королівства Русі та Галицько-Волинського князівства[23].
- 175 років з часу (1373 рік):

- - 24 травня — смерті Ольгерда Гедиміновича, великого князя литовського, який за понад 40 років свого правління створив найбільшу державу Європи, що простягалась від Балтійського до Чорного моря (нар. бл. 1296)[24].
- 50 років з часу (1523 рік):
  - смерті Мехме́да I Ґера́я (крим. I Mehmed Geray, ۱محمد گراى‎) — кримського хана у 1515—1523 рр. з династії Ґераї. (нар.. 1465).